# Hector Pieterson
Hector Pieterson (19 de agosto de 1963 – 16 de junho de 1976) tornou-se um símbolo do Levante de Soweto a partir de uma fotografia que circulou por todo o mundo.

## História
Hector Pieterson foi um garoto sul-africano de 12 anos morto nos braços de uma colega que fugia da carga policial durante os confrontos ocorridos em Soweto, durante a época do Apartheid na África do Sul.  Hector tornar-se-ia um símbolo do massacre, por conta de fotografia, realizada por Sam Nzima, que viria a ser publicada por todo o mundo no dia seguinte à tragédia.
Os mundialmente conhecidos levantes de Soweto custaram a vida de mais de 100 menores (segundo dados extra-oficiais, o número real seria de mais de 700 vítimas), entre eles Hector Pieterson (cuja foto, ensanguentado nos braços de um desconhecido que decidiu ajudar o pequeno, ao lado de sua irmã, deu a volta ao mundo e transformou-se num dos símbolos da luta contra o apartheid).
Hoje há na África do sul um memorial que leva seu nome. O Museu Hector Pieterson, que foi construído em 1976, fica em Soweto, na Praça Hector Pieterson , e é hoje um local obrigatório de passagem para todos os que visitam pela primeira vez o bairro do Soweto, onde vivem mais de dois milhões de pessoas.